# Eudidimita
L'eudidimita és un mineral de la classe dels silicats. Rep el nom de les paraules gregues per "bé" i "germà", en al·lusió a la seva aparició habitual formant macles.

## Característiques
L'eudidimita és un silicat de fórmula química Na₂Be₂Si₆O₁₅(H₂O). Cristal·litza en el sistema monoclínic. La seva duresa a l'escala de Mohs és 6. És una espècie dimorfa de l'epididimita.
Segons la classificació de Nickel-Strunz, l'eudidimita pertany a «09.DG - Inosilicats amb 3 cadenes senzilles i múltiples periòdiques» juntament amb els següents minerals: bustamita, ferrobustamita, pectolita, serandita, wol·lastonita, wol·lastonita-1A, cascandita, plombierita, clinotobermorita, riversideïta, tobermorita, foshagita, jennita, paraumbita, umbita, sørensenita, xonotlita, hil·lebrandita, zorita, chivruaïta, haineaultita, epididimita, elpidita, fenaksita, litidionita, manaksita, tinaksita, tokkoïta, senkevichita, canasita, fluorcanasita, miserita, frankamenita, charoïta, yuksporita i eveslogita.

## Formació i jaciments
Va ser descoberta a Lille Arøya, a Langesundsfjorden, al municipi de Larvik (Vestfold, Noruega). També ha estat descrita a diversos altres indrets de Noruega, així com al Brasil, al Canadà, Dinamarca, Anglaterra, la República Txeca, Rússia, Malawi i al Pakistan.